# VfL Repelen
Der VfL Repelen (offiziell: Verein für Leibesübungen 08 Repelen e.V.) ist ein Sportverein aus dem Moerser Stadtteil Repelen im Kreis Wesel. Die erste Fußballmannschaft spielte ein Jahr in der höchsten niederrheinischen Amateurliga.

## Geschichte
Der Verein wurde am 27. September 1908 als Utforter Turnklub Eintracht gegründet, der sich ab 1912 Repelen-Utforter Turnklub Eintracht nannte. Zweiter Stammverein war der am 19. April 1925 gegründete Repelner Spielverein. Beide Vereine fusionierten am 11. Juli 1936 zum VfL 08 Repelen.
Die Fußballer schafften im Jahre 1950 den Aufstieg in die Bezirksklasse und wurden dort 1954 Vizemeister hinter dem SC Kleve 63. Ein Jahr später gelang der Aufstieg in die Landesliga, die seinerzeit höchste Amateurliga am Niederrhein. Dort wurden die Repelner in der Saison 1955/56 Letzter und musste gegen den Duisburger SC 1900 eine 0:9-Heimniederlage einstecken. Wegen der Einführung der Verbandsliga Niederrhein blieb der VfL trotzdem Landesligist. Doch schon ein Jahr später folgte der Abstieg in die Bezirksklasse, ehe es 1965 runter in die Kreisklasse ging. 
Erst im Jahre 1972 gelang der Wiederaufstieg. Es folgten viele Jahre zwischen Bezirks- und Kreisliga, ehe die VfL-Fußballer Mitte der 2000er Jahre bis in die Kreisliga B abgerutscht waren. Im Jahre 2006 ging es wieder rauf in die Kreisliga A, bevor zwei Jahre später der Sprung in die Bezirksliga gelang. Nach dem Abstieg im Jahre 2010 kehrten die Repelner drei Jahre später in die Bezirksliga zurück, wo die Mannschaft den Durchmarsch in die Landesliga schaffte. 2018 ging es wieder runter in die Bezirksliga.

## Persönlichkeiten
- Hanna Hamdi
- Nadine Hentschke
- Robin Himmelmann